# Bularung Sar
El Bularung Sar és una muntanya de l'Hispar Muztagh, una serralada secundària del gran massís del Karakoram, al Pakistan. S'eleva fins als 7.134 msnm i es troba entre el Trivor, a l'oest, i el Distaghil Sar, a l'est. Al vessant nord hi ha la glacera de Momhil, mentre al sud hi ha la glacera de Kunyang.
La primera ascensió documentada es va produir al juliol de 1990 per una expedició suïssa. El 25 de juliol Thierry Bionda, Christian Meillard i Gérard Vouga den Gipfel van arribar al cim. El 27 de juliol eren Jacques Aymon, Vincent von Kaenel i Lothar Matter els que l'aconseguien, i el 28 Juli Heinz Hügli, Carole Milz i Jean-Jacques Sauvain.